# Winthemia amplipilosa
Winthemia amplipilosa är en tvåvingeart som först beskrevs av Charles Howard Curran 1928.  Winthemia amplipilosa ingår i släktet Winthemia och familjen parasitflugor. Inga underarter finns listade i Catalogue of Life.